# یواس‌اس چیلان کانتی (ال‌اس‌تی-۵۴۲)
یواس‌اس چیلان کانتی (ال‌اس‌تی-۵۴۲) (به انگلیسی: USS Chelan County (LST-542)) یک کشتی است که طول آن ۳۲۸ فوت (۱۰۰ متر) می‌باشد. این کشتی در سال ۱۹۴۴ ساخته شد.